# Caso Gouffè

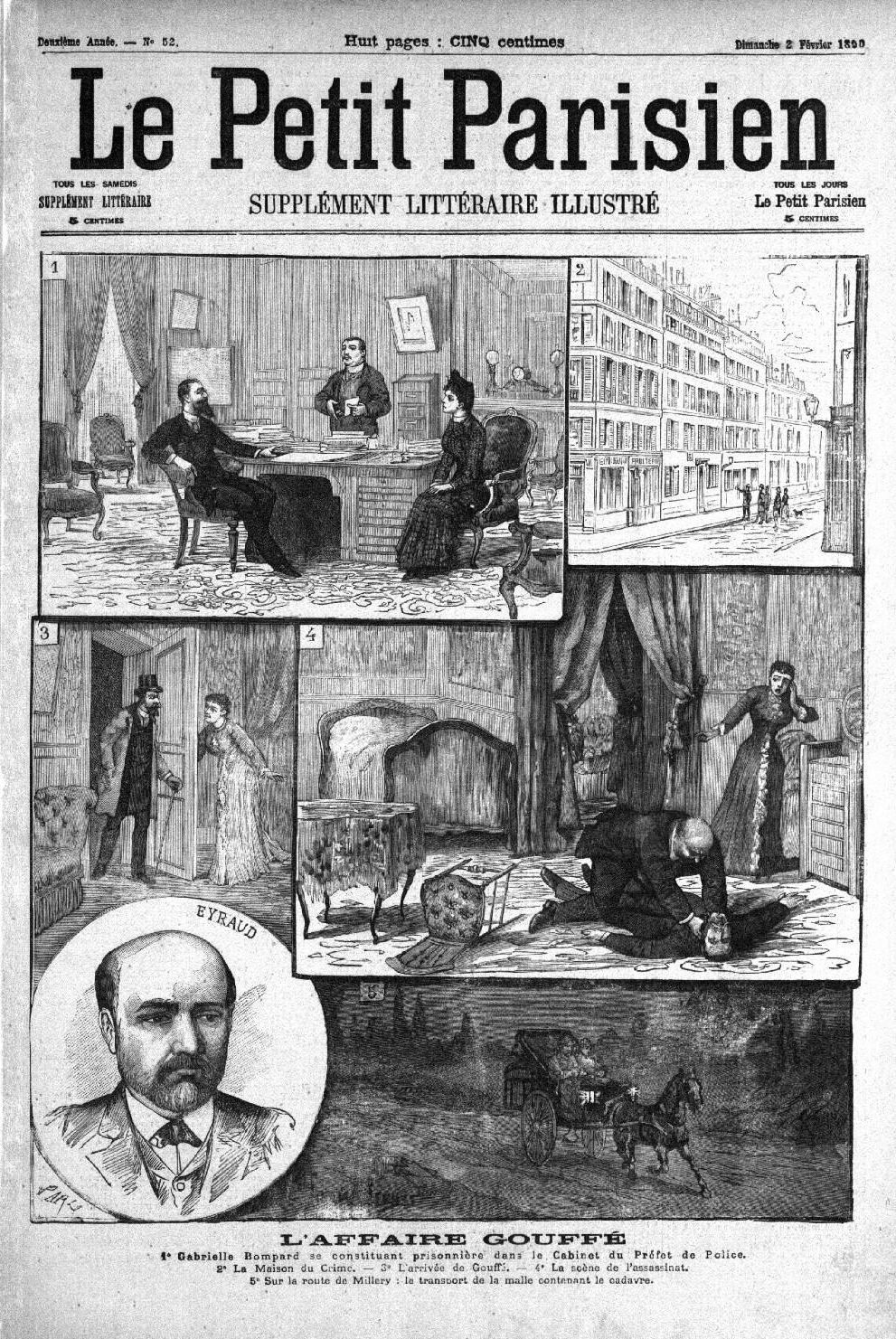
« Il Caso Gouffè ». La pagina del supplemento illustrato del Petit Parisien, 2 febbraio 1890.

Il caso Gouffè, noto anche come Il baule insanguinato di Millery, il baule dei Gouffè o il caso Eyraud-Bompard, è un omicidio commesso in Francia nel 1889. Il 26 luglio 1889 fu denunciata la scomparsa di Toussaint-Augustin Gouffé, un ufficiale giudiziario impiegato statale parigino a Montmartre. Due settimane dopo, il suo cadavere fu ritrovato vicino al villaggio di Millery, un sobborgo di Lione. Le indagini catturarono l'attenzione della stampa francese per la maggior parte dell'anno, e il caso ebbe un forte impatto su tutto il resto del diciannovesimo secolo.
Fu ucciso da una coppia, Michel Eyraud e Gabrielle Bompard.
Le nuove tecniche investigative costituiscono una pietra miliare nella storia della patologia forense e della scienza forense.

## Storia

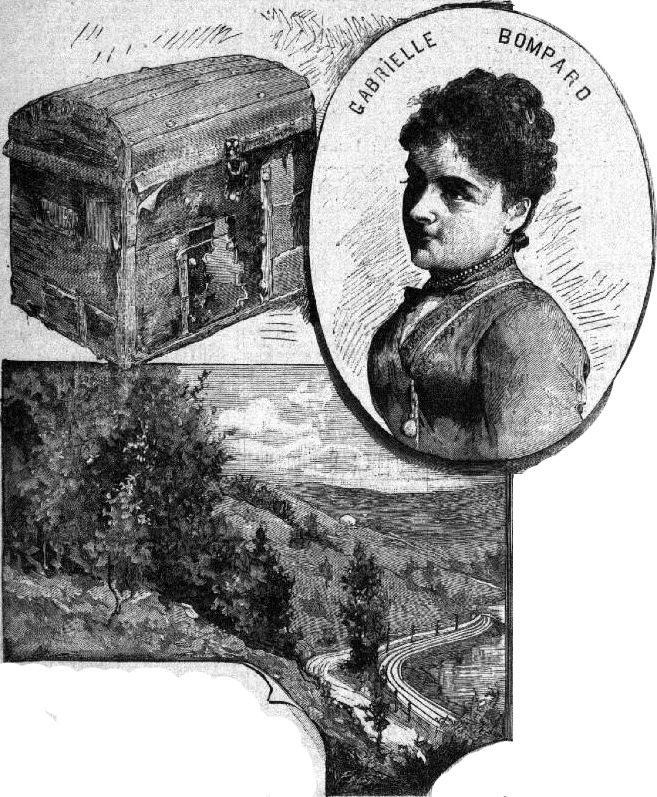
Il caso Gouffè. Il baule nel quale il corpo fu trasportato - Vista su Millery. - Gabriel Bompard, amante della Eyraud, il presunto assassino. Litografia di Ernest Clair-Guyot. Illustrazione in Illustrated literary supplement, Le Petit Parisien, 15 dicembre 1889.

Il 13 agosto 1889, l'addetto alla pulizia stradale Denis Coffy ricevette una lamentela sul cattivo odore proveniente dalla strada secondaria a Vernaison a Millery. Secondo «la Torre di Millery», una larga borsa di tessuto impermeabile, che emetteva cattivo odore, fu ritrovata sotto un cespuglio. La polizia venne avvisata. Nella borsa alcuni investigatori scoprirono un piccolo indizio.

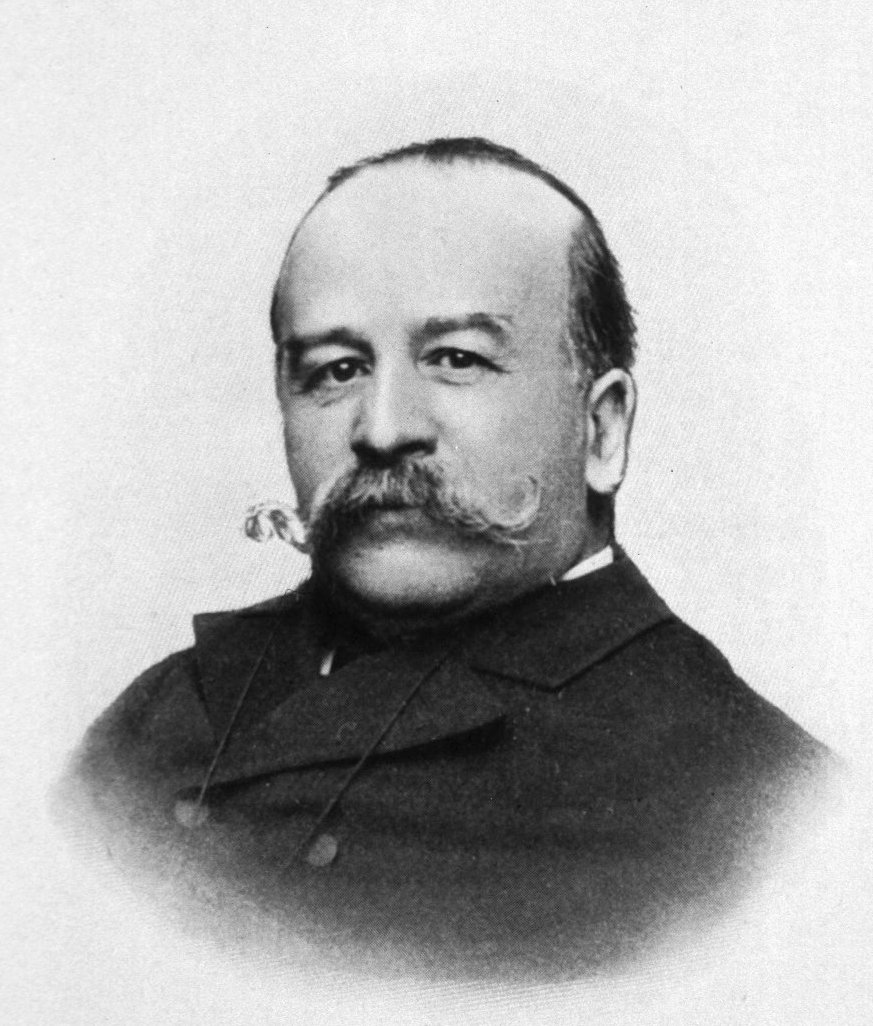
Il dottor Alexandre Lacassagne

Un chirurgo forense, Paul Bernard, svolse un'autopsia il 14 agosto. Nel resoconto dell'autopsia scrisse che il corpo nudo era stato legato con svariati metri di corda, che la testa era stata avvolta in un vestito nero e che la vittima era morta dalle tre alle cinque settimane prima per strangolamento. Tre mesi dopo il corpo fu esaminato dal dottor Alexandre Lacassagne. L'autopsia di Lacassagne iniziò il 13 novembre 1889 e durò una settimana. Basandosi su un campione di capelli preso dal pettine di Gouffè, e sulla descrizione di una vecchia ferita alla schiena nella sua descrizione contenuta nella denuncia di scomparsa, il Dottor Lacassagne identificò il corpo nel baule come quello di Gouffé. Al giorno d'oggi analisi simili sono di routine nelle analisi forensi. La vittima, il quarantanovenne Toussaint-Augustin Gouffé, aveva uno studio al 148 Montmartre a Parigi. Fu descritto come un vedovo rispettabile, che stava crescendo correttamente le due figlie, ma fu descritto anche come un donnaiolo.
La scoperta di un baule abbandonato, due giorni dopo la scoperta di Denis Coffy, spostò le indagini a Saint-Genis-Laval. La chiave entrava nel lucchetto, un'unghia mancate era uguale all'unghia ritrovata a Millery e la puzza del baule non lasciava dubbi sull'uso che ne era stato fatto. Una targhetta incollata al baule mostrava che il baule aveva viaggiato in treno da Parigi a Lione il 27 luglio 1888 o 1889, il resto non si leggeva. I registri della compagnia PLM assicuravano che il 1889 era l'anno esatto, e che la data era quella successiva alla scomparsa dell'uomo. Il pubblico ministero di Lione decise di mandare tutti gli elementi in suo possesso a quello di Parigi che assegnò le indagini al commissario Marie-François Goron, a capo della sicurezza a Parigi dal 1887. Gli ispettori analizzarono abitudini e relazioni di Gouffè, e scoprirono che vedeva spesso, nel periodo precedente alla sparizione, una coppia di truffatori: Michel Eyraud e la sua amante Gabrielle Bompard. Coincidenza più che sospetta: lasciarono frettolosamente Parigi il 27 luglio. Il 29 luglio, il fratellastro dello scomparso, in ansia per la sua assenza immotivata avvisò la polizia del distretto. Il 29 novembre, uno dei primi avvisi dell'Interpol fu diffuso contro i due truffatori. I sospetti furono confermati quando un carpentiere a Londra ammise di aver venduto il baule a Eyraud e Bompard.

## Indagini

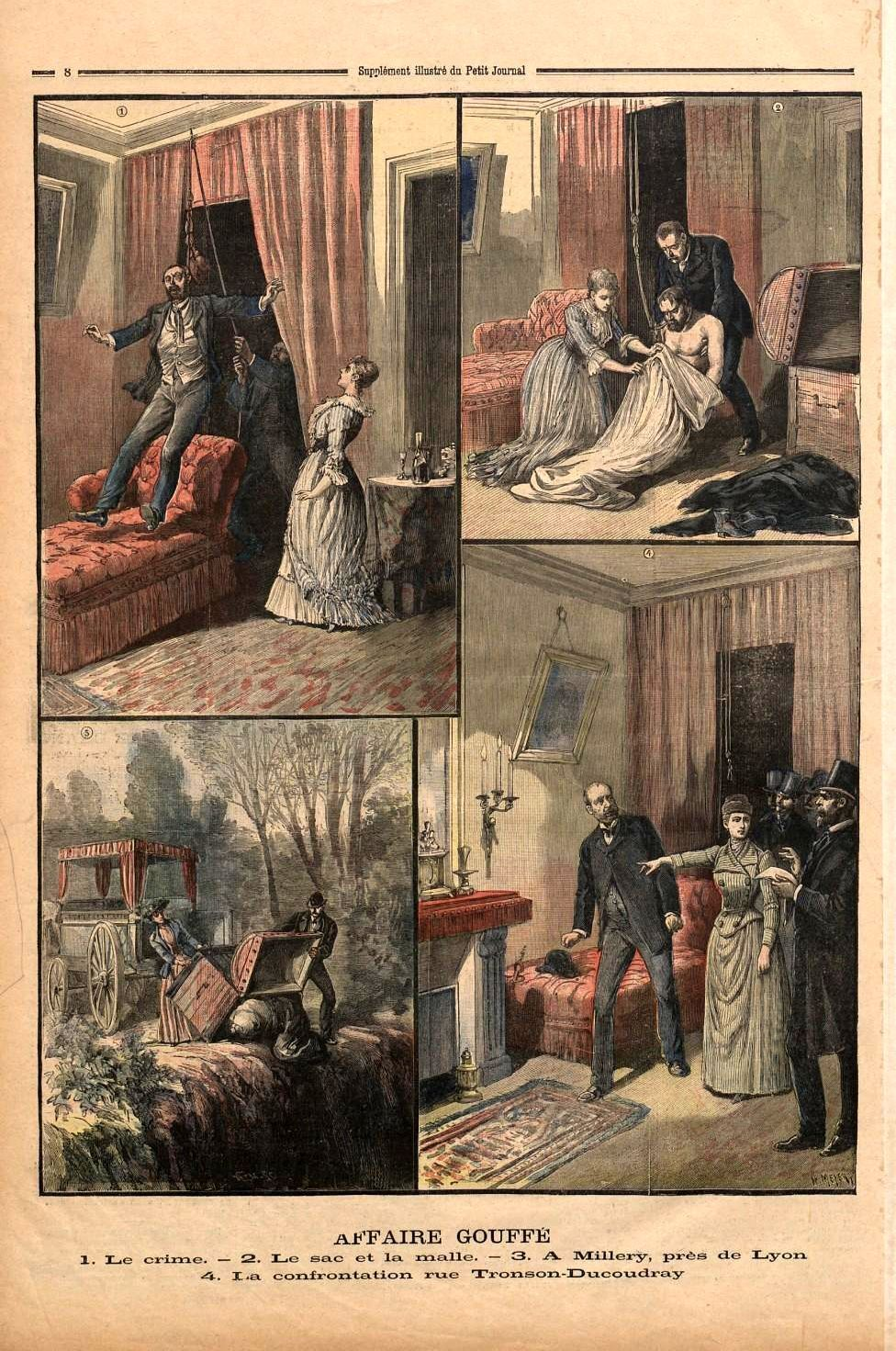
«Il caso Gouffè». Immagine di Henri Meyer. Supplemento letterario illustrato, Le Petit Parisien, 20 dicembre 1890.

Il 26 luglio, la mattina Gabrielle Bompard vide l'ufficiale giudiziario. Finse di incontrarlo per caso in un caffè e lo invitò a visitare il suo appartamento, che lei e il complice avevano affittato nell'ottavo distretto, in via Tronson-du-Coudray. Dopo averlo fatto sedere su una sdraio, mentre flirtavano, gli mise attorno al collo la corda di una vestaglia. Eyraud, che si era nascosto dietro una tenda, prese la corda e strangolò Gouffè. Ma Gouffè oppose resistenza. Eyraud, preso dal panico, gli saltò addosso e lo strangolò con le mani. Nell'interrogatorio Eyraud addossò le responsabilità alla compagna dicendo che era stata lei a strangolarlo.

Gli assassini tentarono poi di liberarsi del corpo. Lo misero in un baule comprato poco prima a Londra e lo spedirono a Lione attraverso la ferrovia Parigi- Marsiglia. A Lione recuperarono il baule e affittarono una decappottabile per trasportarlo. Quando il baule da 105 kg divenne troppo pesante per loro e l'odore della putrefazione divenne troppo forte, lo abbandonarono lungo una strada per Millery. Poi la coppia volò negli Stati Uniti.

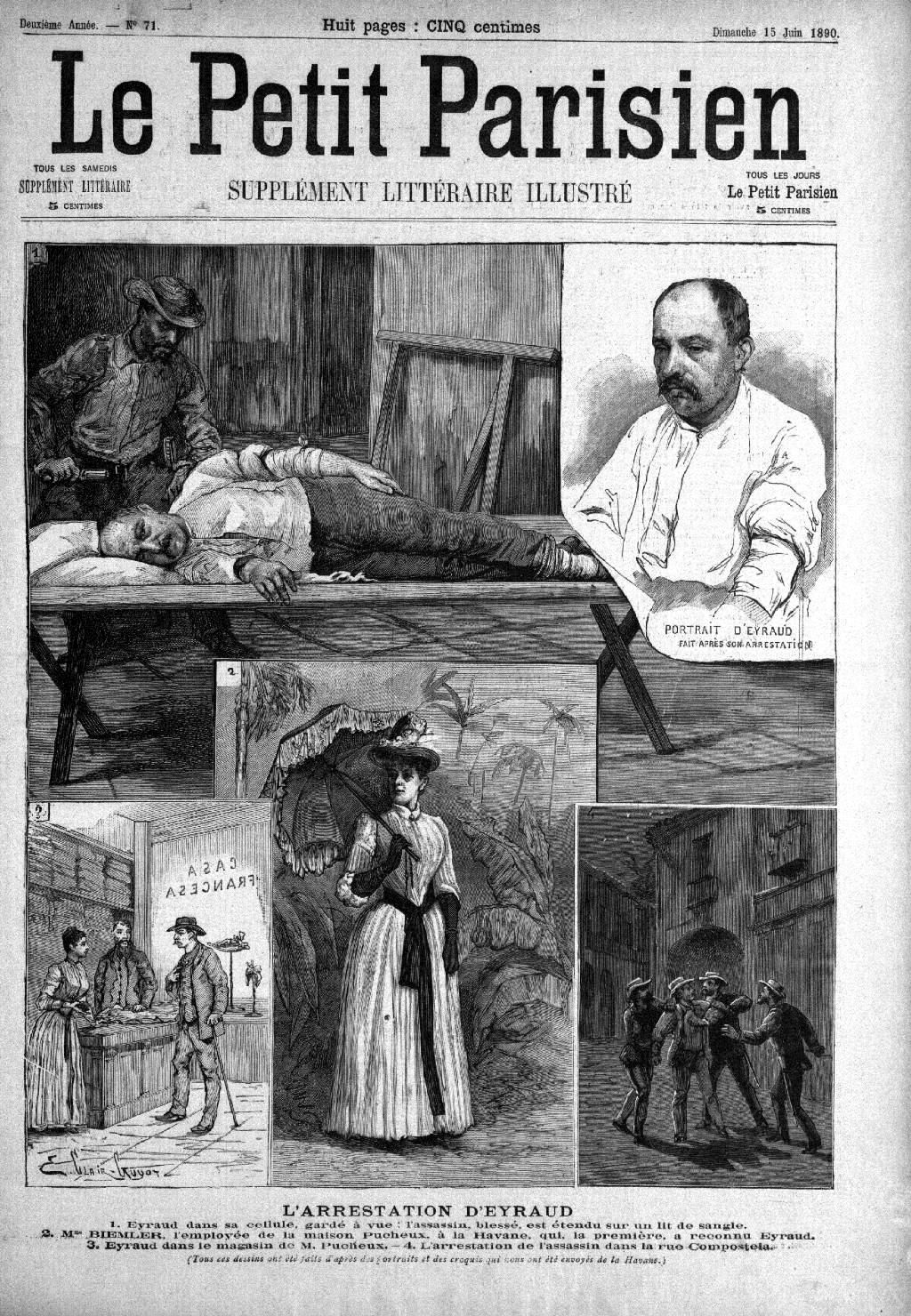
«Arresto di Eyraud ». Illustrazioni di Ernest Clair-Guyot. Supplemento letterario illustrato del Petit Parisien, 15 luglio 1890.

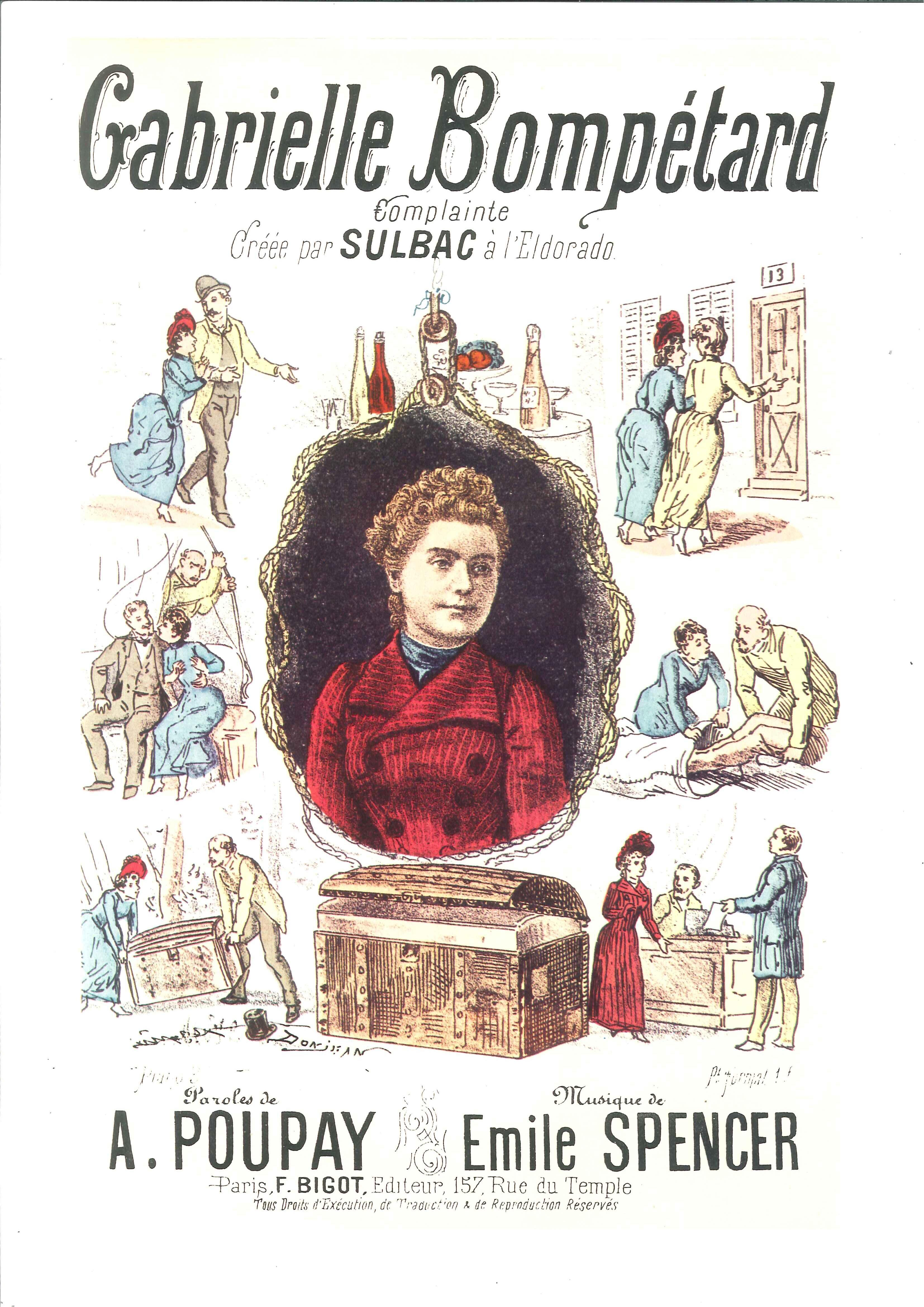
Gabrielle Bompétard. Lament created by Sulbac in the comedian theatre Eldorado, 1890. Copertina di uno spartito di una canzone ispirata al caso.

- Michel Eyraud, nato a Saint-Étienne il 30 marzo 1843,[16] era figlio di commercianti. Si sposò con una ragazza di 19 anni il 17 marzo 1870.[17] Essendo un marito violento e instabile, lasciò la moglie, picchiata e umiliata, per iniziare una carriera da "avventuriero". Nel 1863 finì nell'esercito e partecipò come caporale in una battaglia durante l'intervento francese in Messico prima di andarsene.[18] Dopodiché si dedicò principalmente a frodi e ad altre piccole attività criminose.
- Gabrielle Bompard, nata nel 1868,[19] compagna di Eyraud, aveva 21 anni all’epoca dei fatti. Figlia di un commerciante di metalli del nord, piccola, di bell’aspetto, aveva un carattere ritenuto difficile, forse perché viziata dal padre. Nonostante la giovane età, già si parlava di lei come di una ragazza degenere.

Mentre erano a San Francisco, Gabrielle Bompard lasciò Eyraud e tornò in Francia, dove fu arrestata il 22 gennaio 1890. Prima dichiarò di non avere nulla a che fare con l'omicidio e cercò di incastrare Eyraud, ma alla fine iniziò a raccontare tutto. Eyraud, nel frattempo, continuava la sua vita di espedienti con frodi tra Canada, Stati Uniti e Messico. Nel giugno 1890, dopo essere sfuggito più volte alla polizia francese, fu alla fine arrestato nel suo rifugio a L'Avana, a Cuba.

## Il processo
Entrambi i criminali furono processati nel 1890. Nonostante fossero difesi dal famoso avvocato Félix Decori, Michel Eyraud fu condannato alla ghigliottina il 3 febbraio 1891, con boia Louis Deibler.
Henry-Robert, avvocato di Gabrielle Bompard, dichiarò che la sua assistita, soggiogata dall'ipnosi di Eyraud – pratica ritenuta molto popolare all'epoca – era stata sua complice involontariamente. Questo spiega la sentenza più lieve della Bompard, condannata a 20 anni di lavori forzati, da scontare presso il carcere femminile di Nanterre. Fu liberata nel 1905, senza aver scontato totalmente la pena per aver ottenuto svariati benefici dovuti alla sua buona condotta. Continuò a fare la ballerina e il suo passato ispirò la lamentazione Gabrielle Bompard. Morì nell'anonimato negli anni venti del novecento.

## Influenza culturale
Il commissario Marie-François Goron (1847-1933) si ritirò in seguito e scrisse le sue memorie. Divenne il predecessore dello storico François Vidocq. Per seduci anni, scrisse ventuno libri a proposito di un poliziotto spaccone. Uno di questi, pubblicato nel 1890, tratta proprio il caso Gouffè.